# Проєкт «Цуґумі»
Проєкт «Цуґумі» (яп. 虎鶫 とらつぐみ -TSUGUMI PROJECT-, Tora Tsugumi: Tsugumi Project) — манґа, написана та ілюстрована манґакою Іппату. Спочатку манґа вийшла у липні 2019 у Франції, серія виходила у Weekly Young Magazine від Kodansha з січня 2021 по листопад 2023. Розділи серії було зібрано у сім томів з червня 2021 по листопад 2023. В Україні манґа ліцензована видавництвом Nasha Idea.

## Сюжет
Леон — елітний європейський солдат, який зовсім не хоче вирушати у ризиковану експедицію, але мусить, щоб відбілити репутацію після несправедливого звинувачення.
Кому взагалі може закортіти їхати в Японію — країну, залишену всім і всіма. Зруйновану і винищену. Та, подейкують, дещо там залишилося. І це дещо — завдання Леона. Він і його товариші мають знайти та відновити таємну зброю, яку розробляли для проєкту Цуґумі. Зброю, руйнівний потенціал якої мав затьмарити все, що існувало до нього. Зброю, через яку всі Японські острови всипали дощем з атомних бомб, лиш би зупинити розробку проєкту. Це було понад двох століть тому. Що там могло залишитися?
Десантування йде не за планом, літак розбивається, і Леон опиняється в Токійській затоці зовсім сам. Знесилений солдат сподівається на сякий-такий захист протирадіаційного костюма і страждає від голоду.
Але що ж це? Здається, тут і близько не так безлюдно, як всі говорять…

## Публікація
Серія, написана та проілюстрована Іппату, була вперше опублікована у Франції видавництвом Ki-oon 4 липня 2019 року. З 25 січня 2021 року манґа почала виходити у журналі Weekly Young Magazine від Kodansha. Остання глава манґи вийшла 15 вересня 2023. Окремі розділи серії було зібрано в сім танкобонів, що виходили друком з 4 червня 2021 року по 9 листопада 2023 року.
Українською мовою манґа виходить з листопада 2023 у видавництві Nasha Idea.

### Список томів
| № | Японською        | Японською              | Українською      | Українською            |
| № | Дата виходу      | ISBN                   | Дата виходу      | ISBN                   |
| - | ---------------- | ---------------------- | ---------------- | ---------------------- |
| 1 | 4 червня 2021    | ISBN 978-4-06-523345-0 | 7 листопада 2023 | ISBN 978-617-8109-78-3 |
| 2 | 5 серпня 2021    | ISBN 978-4-06-523842-4 | 1 лютого 2024    | ISBN 978-617-8396-05-3 |
| 3 | 6 жовтня 2021    | ISBN 978-4-06-523841-7 | 4 липня 2024     | ISBN 978-617-8396-36-7 |
| 4 | 4 лютого 2022    | ISBN 978-4-06-526828-5 | 3 квітня 2025    | ISBN 978-617-8516-17-8 |
| 5 | 6 червня 2022    | ISBN 978-4-06-528101-7 | 3 травня 2025    | ISBN 978-617-8516-33-8 |
| 6 | 6 березня 2023   | ISBN 978-4-06-531052-6 | —                | —                      |
| 7 | 9 листопада 2023 | ISBN 978-4-06-533493-5 | —                | —                      |

## Сприйняття
Еркаелю та Койваю з Manga News сподобалася історія; вони також прихильно порівняли малюнок з твором Кейсуке Ітаґакі. Фаустіна Ліллаз з Planete BD похвалила малюнок назвавши його реалістичним, а персонажів і обставини харизматичними та інтригуючими.
У випуску гайдбуку Kono Manga ga Sugoi! за 2022 рік, серія посіла 20 місце в списку найкращої манґи для читачів чоловічої статі.